# Dragons d'un crépuscule d'automne
Dragons d'un crépuscule d'automne est un roman de fantasy écrit par Margaret Weis et Tracy Hickman, basé sur une série de modules de jeu de Donjons et Dragons, paru en 1996 aux éditions Fleuve noir. Il a été retraduit et réédité en 2008 par les éditions Milady.
C'est le premier tome de la série Lancedragon, et le premier de la Trilogie des Chroniques qui avec la Trilogie des Légendes sont généralement considérées comme posant les bases du monde de Lancedragon. La Trilogie des Chroniques est apparue parce que les designers des modules de jeux voulaient des romans qui permettent de raconter l'histoire du monde qu'ils étaient en train de créer, une chose pour laquelle TSR accepta mais à contrecœur. Dragons d'un crépuscule d'automne détaille la rencontre des Compagnons et les premiers jours de la Guerre de la Lance. Ce roman correspond aux deux modules de jeu de Lancedragon, Dragons of Despair (en) et Dragons of Flame (en) mais avec une fin différente. Le roman introduit de nombreux personnages qui seront ensuite le sujet d'autres romans et histoires courtes.

## Cadre
Les romans de la série prennent place dans le monde de fantasy appelé Krynn (en), créé spécialement pour le gameplay. Le monde adorait autrefois les Dieux du Bien, un panthéon unique de la saga LanceDragon, mais il commence à croire que les Dieux du Bien l'ont abandonné ainsi ceux qui croit en eux. Le monde est tout juste en train de se remettre de la perte des Dieux du Bien lorsqu'un groupe apparaît et essaye de remplacer les Dieux du Bien (les Questeurs). Les romans se concentrent essentiellement sur le continent d'Ansalon (en), ainsi que sur les personnages de Tanis Demi-elfe, Sturm de Lumlane, Caramon Majere, Raistlin Majere, Flint Forgefeu, Tasslehoff Raclepieds, Lunedor et Rivebise.

## Résumé
La disparition de deux constellations dans le ciel de Krynn annonce le retour des forces du Mal. Des centaines de dragons aux ordres de la Reine des Ténèbres envahissent le monde et le mettent à feu et à sang. Seul un groupe d'aventuriers menés par Tanis le demi-elfe a pressenti le retour du Mal. Ils représentent l'unique espoir de Krynn. Et pour vaincre ils doivent retrouver la seule arme capable de défaire les créatures de la Reine des Ténèbres : la mythique lancedragon ! Personne n'imaginait qu'ils deviendraient des héros... eux moins que quiconque !

## Personnages

### Les héros de la Lance
- Tanis Demi-elfe, demi-elfe, naturellement leader des Compagnons, déchiré entre l'amour pour l'humaine Kitiara et l'elfe Laurana.
- Sturm de Lumlane, écuyer des chevaliers de Solamnie et un homme profondément honnête.
- Lunedor, fille du chef de la tribu des Que-Shu, porteuse du bâton de cristal bleu, et première vraie prêtresse des dieux du bien depuis le Cataclysme.
- Rivebise, garde du corps et amoureux de Lunedor. Banni de sa tribu.
- Caramon Majere, guerrier immense et musclé, parfois lent d'esprit, qui a une grande affection pour son frère, Raistlin, et amoureux de Tika.
- Raistlin Majere, mage puissant, sarcastique, cynique, frêle des robes rouges, et frère jumeau de Caramon.
- Flint Forgefeu, vieux nain borné et ancien ami de Tanis.
- Tasslehoff Raclepieds, insouciant, pas si innocent, et cordial kender.

### Autres personnages majeurs
- Laurana Kanan, princesse elfe et amoureuse de Tanis.
- Gilthanas Kanan, prince elfe et frère de Laurana, il n'aime pas Tanis.
- Fizban, vieux magicien confus.
- Tika Waylan, fille d'auberge rousse qui devient guerrière,  amoureuse de Caramon.
- Elistan, leader des réfugiés qui devient le premier prêtre des dieux du bien, Paladine.
- Seigneur dragon Verminaard, chef de l'armée du dragon rouge et prêtre du dieu du mal, Takhisis.
- Kitiara Uth Matar, guerrière humaine et demi-sœur de Raislin et Caramon.